# Козырев, Анатолий Александрович
Анатолий Александрович Козырев (род. 1940) — советский учёный-геомеханик, доктор технических наук,  профессор, лауреат премии имени Н. В. Мельникова (2016).

## Биография
Родился 26 марта 1940 года в д. Лихорадово Смоленской области.
В 1962 году — окончил Ленинградский горный институт.
После окончания ВУЗа работает в Горном институте КНЦ РАН, пройдя путь от младшего научного сотрудника до заместителя директора по научной работе (с 1991 года).
В 1993 году — защитил докторскую диссертацию.
В 2002 году — присвоено учёное звание профессора.

## Научная деятельность
Специалист в области исследования напряженного состояния пород в верхней части земной коры, прогноза динамических проявлений горного давления.
Автор обоснования безопасной отработки месторождений полезных ископаемых и подземного строительства в скальных высоконапряжённых массивах.
Один из участников создания Кольского геодинамического полигона для контроля и прогноза возможных техногенных землетрясений при ведении крупномасштабных горных работ.
Автор более 550 печатных работ, в том числе 10 монографий; имеет 15 изобретений и патентов.

## Участие в научных организациях
- член бюро семинара стран СНГ по измерению напряжений в массиве горных пород
- член научно-технического консультативного Совета ассоциации «Сейсмология и геоэнергия»
- член рабочей группы РГ-4 «Наведенная сейсмичность» в Европейской сейсмологической комиссии
- член научного Совета по проблемам использования подземного пространства и подземного строительства РАН
- член объединенного научно-технического Совета по проблеме горных ударов АГН
- член постоянно действующей экспертной комиссии при Мурманском областном комитете экологии и природных ресурсов
- председатель Горной секции ученого совета ГоИ КНЦ
- действительный член Академии горных наук

## Основные публикации
- Тектонические напряжения в земной коре и устойчивость горных выработок /Козырев А. А., Турчанинов И. А., Марков Г. А., Иванов В. И. Л., Наука, 1979, 256с.
- Управление горным давлением в тектонически напряженных массивах в 2-х частях /Козырев А. А., Панин В. И., Иванов В. И. и др. Апатиты, изд. Кольского научного центра РАН, 1996. Ч.I — 159с., Ч.II — 162с.
- Глубокие рудоспуски /Гущин В. В., Епимахов Ю. В.. Козырев А. А.- Апатиты: КНЦ РАН, 1996—180 с.
- Информационные технологии в горном деле /Козырев А. А., Близнюк Г. И., Чуркин О. Е., Буянов А. Ф. и др. Апатиты, изд. Кольского научного центра РАН, 1998, ч.1 — 188с., ч.2 — 173 с.
- Прогноз и предотвращение горных ударов на рудниках / Коллектив авторов; Отв. ред. И. М. Петухов, А. М. Ильин, К. Н. Трубецкой. — М., Изд. АГН, 1997. — С.174-252.
- Введение в геофизику. Учебное пособие / Козырев А. А., Сахаров Я. А., Шаров Н. В. — Апатиты: Изд. КНЦ РАН, 2000. — 116 с — Апатиты: Изд. КНЦ РАН, 2000. — 116 с.
- Сейсмичность при горных работах. — Апатиты, 2002.

## Награды
- Орден Почёта (2011)[2]
- Медаль ордена «За заслуги перед Отечеством» II степени (2006)
- Государственная премия СССР (в составе группы учёных, за 1989 год) — за создание и внедрение методов управления горным давлением приподземной разработке рудных месторождений на основе исследований напряжённого состояния массива горных пород
- Премия Правительства Российской Федерации в области науки и техники (2000)
- Премия имени Н. В. Мельникова (совместно с В. Н. Захаровым, В. Л. Шкуратником, за 2016 год) — за цикл работ по теории и методологии геоинформационного обеспечения комплексного освоения недр на основе методов геоконтроля
- Заслуженный деятель науки Российской Федерации (1999)
- Знак «Шахтёрская слава» III степени
- медали ВДНХ